# Cyathea pygmaea
Cyathea pygmaea là một loài dương xỉ trong họ Cyatheaceae. Loài này được L. mô tả khoa học đầu tiên năm 1894.
Danh pháp khoa học của loài này chưa được làm sáng tỏ. 